# Jan Bąkowski (lekkoatleta)
Jan Bąkowski (ur. 30 stycznia 1919 w Miechowie, zm. 14 lipca 2010 we Wrocławiu) – polski lekkoatleta, średniodystansowiec.
Brązowy medalista mistrzostw Polski w sztafecie 4 × 400 metrów (1949). W 1950 zajął 6. lokatę w mistrzostwach kraju w biegu na 800 metrów.
Absolwent Wyższej Szkoły Wychowania Fizycznego (1951). Nauczyciel, docent doktor wychowania fizycznego. Wykładowca AWF we Wrocławiu, trener AZS Wrocław w latach 50..
Został pochowany na Cmentarzu Świętej Rodziny we Wrocławiu.

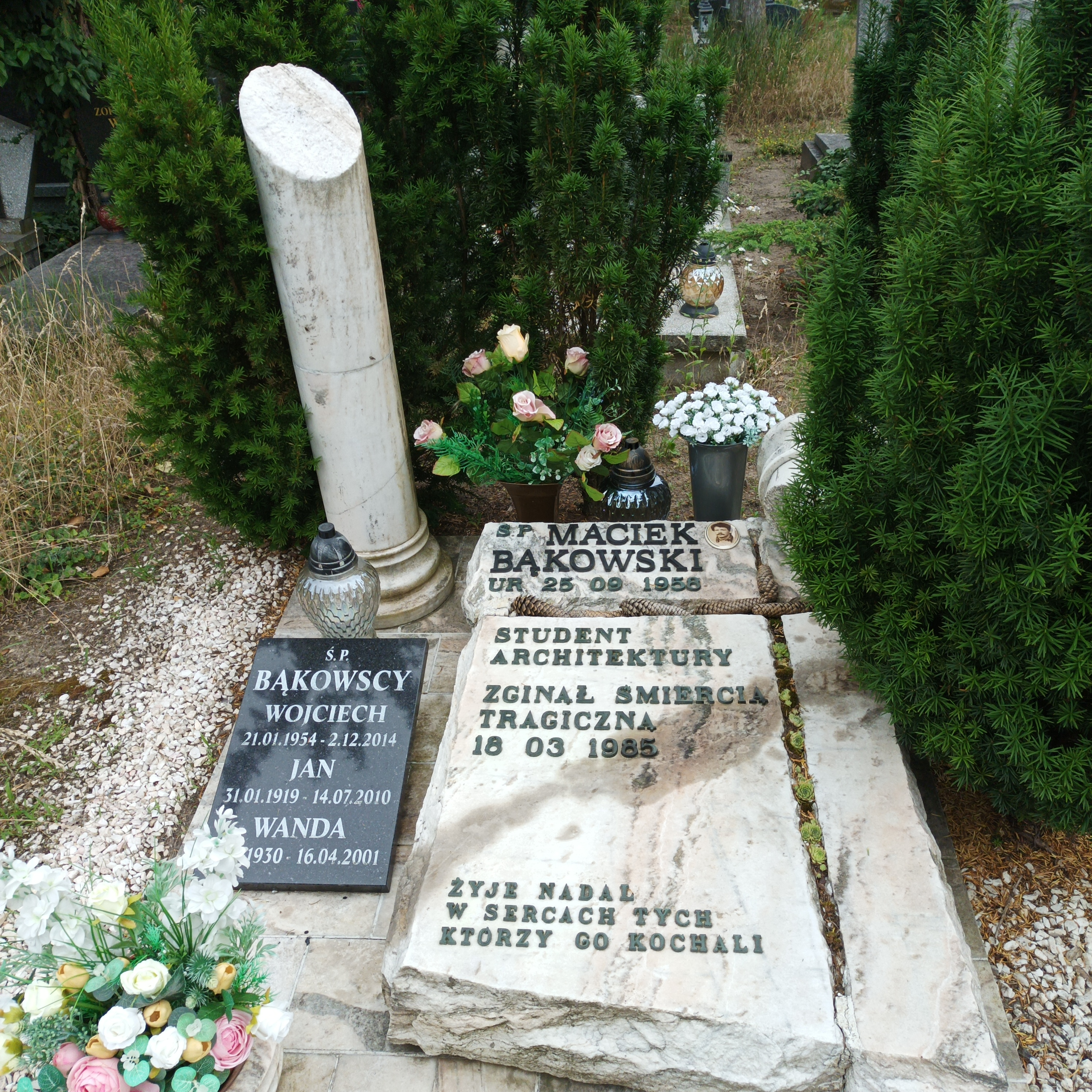
Grób Jana Bąkowskiego na Cmentarzu Świętej Rodziny we Wrocławiu

## Rekordy życiowe
- Bieg na 400 metrów – 53,0 (1949)[1]
- Bieg na 800 metrów – 1:57,3 (1951)[1]
- Bieg na 1500 metrów – 4:07,4 (1950)[1]